# Safaga
Safaga (arabiska سفاجا, Būr Safājah) är en ort i Egypten. Den ligger i guvernementet al-Bahr al-Ahmar, i den östra delen av landet, 500 km sydost om huvudstaden Kairo. Safaga ligger 23 meter över havet och folkmängden uppgår till cirka 40 000 invånare.

## Geografi
Terrängen runt Safaga är platt åt nordost, men åt sydväst är den kuperad. Runt Safaga är det glesbefolkat, med 15 invånare per kvadratkilometer. Trakten runt Safaga är ofruktbar med lite eller ingen växtlighet.